# Sophronitis crispata
Cattleya crispata là một loài lan đặc hữu của Minas Gerais, Brasil.

## Hình ảnh

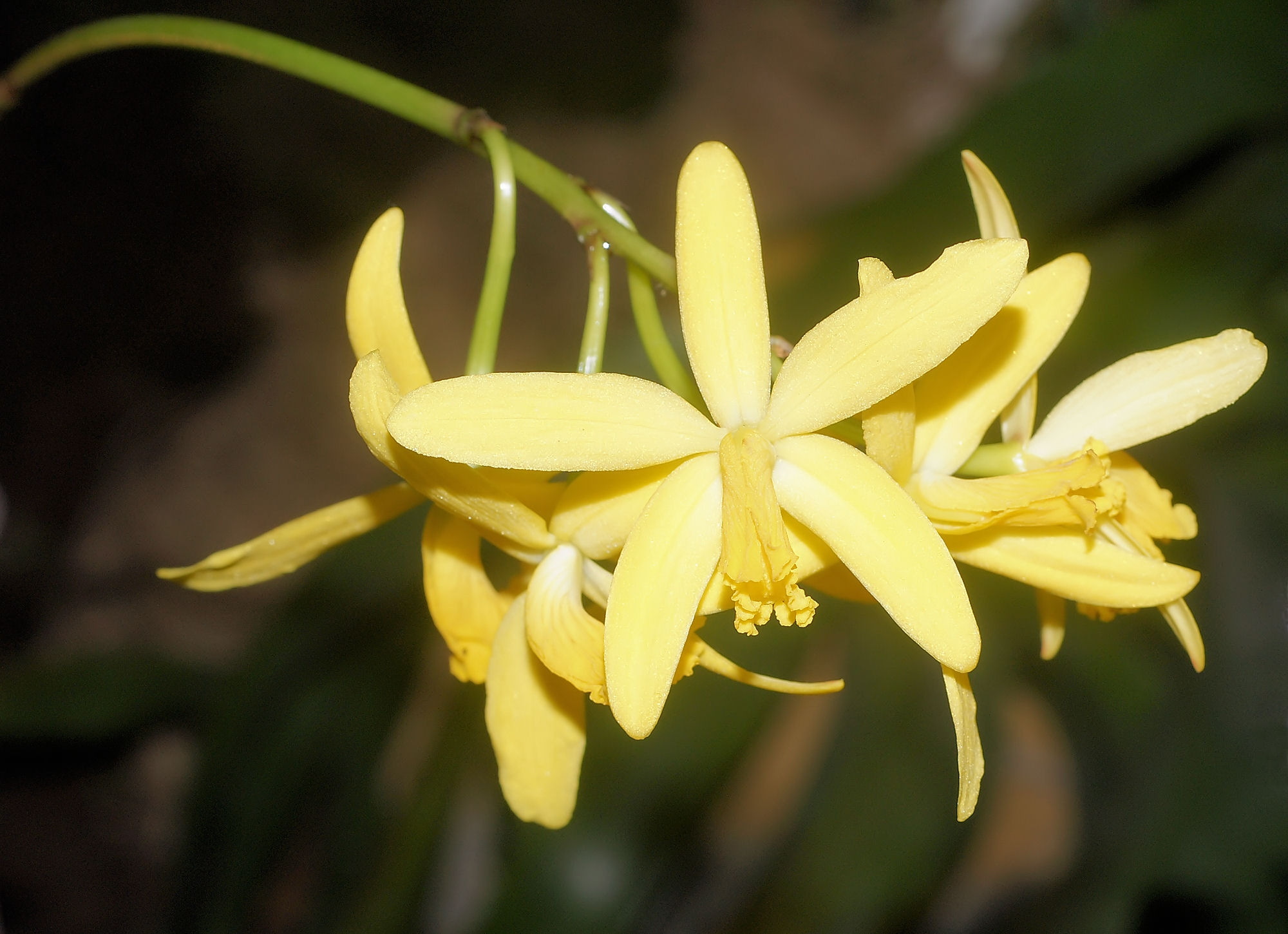
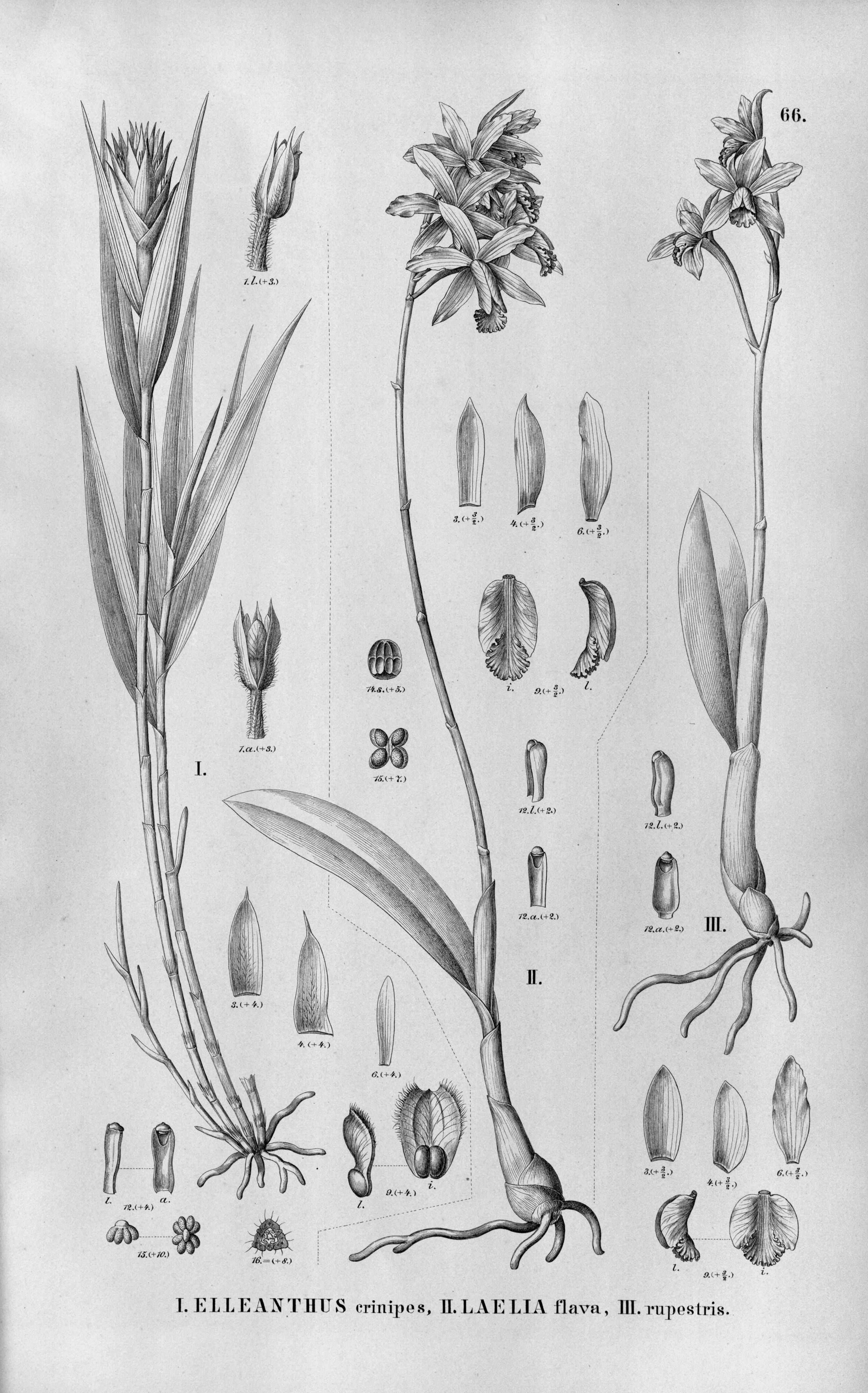